# Ed Jovanovski
Edward "Ed" Jovanovski, född 26 juni 1976 i Windsor, Ontario, Kanada, är en kanadensisk före detta professionell ishockeyspelare som spelade över 1000 NHL- matcher för klubbarna Vancouver Canucks, Phoenix Coyotes och Florida Panthers.

## Spelarkarriär
Jovanovski debuterade i NHL-laget Florida Panthers säsongen 1995–96. Han blev genast ordinarie i laget, och redan under sin debutsäsong fick han spela Stanley Cup-final där Panthers förlorade mot Colorado Avalanche.
Jovanovski spelade i Panthers under tre och en halv säsong. I januari 1999, mitt under pågående säsong, byttes han bort till Vancouver Canucks, där han etablerade sig som lagets viktigaste back. Han utmärkte sig genom sin snabba skridskoåkning, sina stenhårda tacklingar och sina offensiva kvaliteter.
Efter säsongen 2005–06 blev Jovanovski free agent, och skrev på ett femårskontrakt för Phoenix Coyotes. Hans första säsong i Coyotes blev dock mindre lyckad; han hade stundtals sämst plus/minusstatistik av alla backar i laget, och Coyotes kämpade i botten av tabellen.
2011 återvände han tillbaka till Florida Panthers efter fem säsonger i Phoenix Coyotes. Han avslutade sin aktiva karriär efter säsongen 2013/2014.
Jovanovski spelade i det kanadensiska lag som vann guld under OS i Salt Lake City 2002. Han har deltagit i VM-turneringarna 2004 och 2005, vilket gav ett guld respektive ett silver. Jovanovski blev uttagen till OS i Turin 2006, men blev skadad och kunde därmed inte delta.

## Statistik

### Klubbkarriär
| 1993–94    | Windsor Spitfires | OHL        | 62   | 15  | 35  | 50  | 221  | 4  | 0  | 0  | 0  | 15  |
| 1994–95    | Windsor Spitfires | OHL        | 50   | 23  | 42  | 65  | 198  | 9  | 2  | 7  | 9  | 39  |
| 1995–96    | Florida Panthers  | NHL        | 70   | 10  | 11  | 21  | 137  | 22 | 1  | 8  | 9  | 52  |
| 1996–97    | Florida Panthers  | NHL        | 61   | 7   | 16  | 23  | 172  | 5  | 0  | 0  | 0  | 4   |
| 1997–98    | Florida Panthers  | NHL        | 81   | 9   | 14  | 23  | 158  | —  | —  | —  | —  | —   |
| 1998–99    | Florida Panthers  | NHL        | 41   | 3   | 13  | 16  | 82   | —  | —  | —  | —  | —   |
| 1998–99    | Vancouver Canucks | NHL        | 31   | 2   | 9   | 11  | 44   | —  | —  | —  | —  | —   |
| 1999–00    | Vancouver Canucks | NHL        | 75   | 5   | 21  | 26  | 54   | —  | —  | —  | —  | —   |
| 2000–01    | Vancouver Canucks | NHL        | 79   | 12  | 35  | 47  | 102  | 4  | 1  | 1  | 2  | 0   |
| 2001–02    | Vancouver Canucks | NHL        | 82   | 17  | 31  | 48  | 101  | 6  | 1  | 4  | 5  | 8   |
| 2002–03    | Vancouver Canucks | NHL        | 67   | 6   | 40  | 46  | 13   | 14 | 7  | 1  | 8  | 22  |
| 2003–04    | Vancouver Canucks | NHL        | 56   | 7   | 16  | 23  | 64   | 7  | 0  | 4  | 4  | 6   |
| 2005–06    | Vancouver Canucks | NHL        | 44   | 8   | 25  | 33  | 58   | —  | —  | —  | —  | —   |
| 2006–07    | Phoenix Coyotes   | NHL        | 54   | 11  | 18  | 29  | 63   | —  | —  | —  | —  | —   |
| 2007–08    | Phoenix Coyotes   | NHL        | 80   | 12  | 39  | 51  | 73   | —  | —  | —  | —  | —   |
| 2008–09    | Phoenix Coyotes   | NHL        | 82   | 9   | 27  | 36  | 106  | —  | —  | —  | —  | —   |
| 2009–10    | Phoenix Coyotes   | NHL        | 66   | 10  | 24  | 34  | 55   | 7  | 1  | 0  | 1  | 4   |
| 2010–11    | Phoenix Coyotes   | NHL        | 50   | 5   | 9   | 14  | 39   | 4  | 0  | 1  | 1  | 2   |
| 2011–12    | Florida Panthers  | NHL        | 66   | 3   | 10  | 13  | 31   | 7  | 0  | 0  | 0  | 4   |
| 2012–13    | Florida Panthers  | NHL        | 6    | 0   | 1   | 1   | 0    | —  | —  | —  | —  | —   |
| 2013–14    | Florida Panthers  | NHL        | 37   | 1   | 4   | 5   | 39   | —  | —  | —  | —  | —   |
| NHL totalt | NHL totalt        | NHL totalt | 1128 | 137 | 363 | 500 | 1491 | 76 | 11 | 19 | 30 | 102 |